# Bangor (Alabama)
Bangor, também Coopers Gap, Copperas Gap ou Coppers Gap, é uma comunidade não incorporada localizada no condado de Blount, no estado norte-americano do Alabama. Earl Reid, ex-jogador de basquete profissional que jogava pelo Boston Braves, nasceu em Bangor.